# Nayeli Rangel
Pour les articles homonymes, voir Rangel.
Nayeli Rangel, née le 28 février 1992 à Monterrey, est une footballeuse internationale mexicaine évoluant au poste de milieu de terrain.

## Biographie

### En club
Avec le club des Tigres UANL, elle inscrit plusieurs buts dans le championnat du Mexique.

### En équipe nationale
Avec l'équipe du Mexique des moins de 20 ans, elle participe à trois Coupes du monde junior, en 2008, 2010 et 2012. Lors du mondial 2008 organisé au Chili, elle ne joue qu'une seule rencontre, contre la Norvège en phase de poule. Lors du mondial 2010 organisé au Allemagne, elle joue quatre matchs. Elle se met en évidence en inscrivant un but lors du premier match contre le Japon. Le Mexique s'incline en quart de finale face à la Corée du Sud. Par la suite, lors du mondial 2012 qui se déroule au Japon, elle joue à nouveau quatre rencontres. Le Mexique s'incline en quart de finale face au Nigeria.
Avec l'équipe du Mexique A, elle participe à deux Coupes du monde, en 2011 puis en 2015. Lord du mondial 2011 organisé en Allemagne, elle joue trois matchs, avec pour résultats deux nuls et une défaite. Lors du mondial 2015 organisée au Canada, elle joue de nouveau trois matchs, avec pour résultats un nul et deux défaites.
Elle participe également au championnat féminin de la CONCACAF en 2014 puis en 2018. Le Mexique se classe troisième de l'édition 2014.

## Palmarès
- Championne du Mexique en 2018 (Clausura) et 2019 (Clausura) avec les Tigres UANL